# 2002-es U19-es labdarúgó-Európa-bajnokság
A 2002-es U19-es labdarúgó-Európa-bajnokságot Norvégiában rendezték 8 csapat részvételével 2002. július 21. és július 28. között. Az Európa-bajnoki címet Spanyolország szerezte meg, miután a döntőben 1–0-ra legyőzte Németországot.
Ez volt a legelső U19-es Európa-bajnokság, mivel az eddigi összes versenykiírás még a 18 éven aluliak között zajlott. A torna érdekessége még, hogy Nelly Viennot az első női játékvezető, aki UEFA által szervezett férfi tornán bemutatkozhatott, miután asszisztensként ténykedett a Norvégia-Szlovákia mérkőzésen.

## Résztvevők
A következő nyolc csapat kvalifikálta magát az Európa-bajnokságra:
| - Anglia - Belgium - Csehország - Írország | - Németország - Norvégia (Rendező) - Spanyolország - Szlovákia |

## Játékvezetők
| - Geórgiosz Kásznaférisz - Darko Čeferin - Emil Bozsinovszki | - Paulo Costa - Edo Trivković - Sten Kaldma |

## Csoportkör

### A csoport
| Csapat        | M | Gy | D | V | RG | KG | GK | Pont |
| ------------- | - | -- | - | - | -- | -- | -- | ---- |
| Spanyolország | 3 | 2  | 1 | 0 | 7  | 2  | +5 | 7    |
| Szlovákia     | 3 | 2  | 0 | 1 | 11 | 6  | +5 | 6    |
| Csehország    | 3 | 1  | 1 | 1 | 4  | 6  | −2 | 4    |
| Norvégia      | 3 | 0  | 0 | 3 | 1  | 9  | −8 | 0    |

| 2002. július 21. 18:00 (CET) | Norvégia                 | 1 – 5               | Szlovákia                                          | Gjemselund Stadion, Kongsvinger Játékvezető: Geórgiosz Kásznaférisz (görög) |
| 2002. július 21. 18:00 (CET) | Grindheim 90' (11-esből) | (0 – 2) Jegyzőkönyv | Kurty 28' Sebo 37' Konečný 59' Labun 75' Jurko 86' | Gjemselund Stadion, Kongsvinger Játékvezető: Geórgiosz Kásznaférisz (görög) |

| 2002. július 21. 18:00 (CET) | Spanyolország | 1 – 1               | Csehország  | Melløs Stadion, Moss Játékvezető: Darko Čeferin (szlovén) |
| 2002. július 21. 18:00 (CET) | Iniesta 63'   | (0 – 0) Jegyzőkönyv | Svěrkoš 78' | Melløs Stadion, Moss Játékvezető: Darko Čeferin (szlovén) |

| 2002. július 23. 18:00 (CET) | Norvégia | 0 – 3               | Spanyolország            | Hønefoss Idrettspark, Hønefoss Játékvezető: Emil Božinovski (macedón) |
| 2002. július 23. 18:00 (CET) |          | (0 – 1) Jegyzőkönyv | Reyes 22' 68' Torres 54' | Hønefoss Idrettspark, Hønefoss Játékvezető: Emil Božinovski (macedón) |

| 2002. július 23. 18:00 (CET) | Szlovákia                                                  | 5 – 2               | Csehország                       | Åråsen Stadion, Lillestrøm Játékvezető: Paulo Costa (portugál) |
| 2002. július 23. 18:00 (CET) | Žofčák 16' Halenár 33' (11-esből) Sebo 46' 65' Sloboda 87' | (2 – 2) Jegyzőkönyv | Fořt 21' (11-esből) Dosoudil 34' | Åråsen Stadion, Lillestrøm Játékvezető: Paulo Costa (portugál) |

| 2002. július 25. 18:00 (CET) | Csehország | 1 – 0               | Norvégia | Nadderud Stadion, Bærum Játékvezető: Sten Kaldma (észt) |
| 2002. július 25. 18:00 (CET) | Rada 4'    | (1 – 0) Jegyzőkönyv |          | Nadderud Stadion, Bærum Játékvezető: Sten Kaldma (észt) |

| 2002. július 25. 18:00 (CET) | Szlovákia | 1 – 3               | Spanyolország                      | Marienlyst Stadion, Drammen Játékvezető: Edo Trivković (horvát) |
| 2002. július 25. 18:00 (CET) | Čech 6'   | (1 – 1) Jegyzőkönyv | Sergio García 15' Torres 65' 90+1' | Marienlyst Stadion, Drammen Játékvezető: Edo Trivković (horvát) |

### B csoport
| Csapat      | M | Gy | D | V | RG | KG | GK | Pont |
| ----------- | - | -- | - | - | -- | -- | -- | ---- |
| Németország | 3 | 2  | 1 | 0 | 8  | 4  | +4 | 7    |
| Írország    | 3 | 2  | 0 | 1 | 5  | 6  | −1 | 6    |
| Anglia      | 3 | 0  | 2 | 1 | 6  | 7  | −1 | 2    |
| Belgium     | 3 | 0  | 1 | 2 | 3  | 5  | −2 | 1    |

| 2002. július 22. 18:00 (CET) | Anglia                        | 3 – 3               | Németország                  | Nadderud Stadion, Bærum Játékvezető: Edo Trivković (horvát) |
| 2002. július 22. 18:00 (CET) | Ashton 9' Thomas 30' Cole 73' | (2 – 1) Jegyzőkönyv | Volz 4' Lahm 90' Hanke 90+3' | Nadderud Stadion, Bærum Játékvezető: Edo Trivković (horvát) |

| 2002. július 22. 18:00 (CET) | Belgium     | 1 – 2              | Írország                | Marienlyst Stadion, Drammen Játékvezető: Sten Kaldma (észt) |
| 2002. július 22. 18:00 (CET) | Blondel 51' | (0– 1) Jegyzőkönyv | Daly 26' (11-esből) 69' | Marienlyst Stadion, Drammen Játékvezető: Sten Kaldma (észt) |

| 2002. július 24. 18:00 (CET) | Anglia     | 1 – 1               | Belgium      | Gjemselund Stadion, Kongsvinger Játékvezető: Darko Čeferin (szlovén) |
| 2002. július 24. 18:00 (CET) | Ashton 75' | (0 – 0) Jegyzőkönyv | Janssens 82' | Gjemselund Stadion, Kongsvinger Játékvezető: Darko Čeferin (szlovén) |

| 2002. július 24. 18:00 (CET) | Németország                          | 3 – 0               | Írország | Melløs Stadion, Moss Játékvezető: Geórgiosz Kásznaférisz (görög) |
| 2002. július 24. 18:00 (CET) | Riether 22' Trochowski 57' Hanke 79' | (1 – 0) Jegyzőkönyv |          | Melløs Stadion, Moss Játékvezető: Geórgiosz Kásznaférisz (görög) |

| 2002. július 26. 18:00 (CET) | Írország                                  | 3 – 2               | Anglia                           | Hønefoss Idrettspark, Hønefoss Játékvezető: Paulo Costa (portugál) |
| 2002. július 26. 18:00 (CET) | Daly 54' (11-esből) Paisley 73' Kelly 74' | (0 – 2) Jegyzőkönyv | Carter 11' Ashton 45' (11-esből) | Hønefoss Idrettspark, Hønefoss Játékvezető: Paulo Costa (portugál) |

| 2002. július 26. 18:00 (CET) | Németország          | 2 – 1               | Belgium         | Åråsen Stadion, Lillestrøm Játékvezető: Emil Božinovski (macedón) |
| 2002. július 26. 18:00 (CET) | Volz 36' Odonkor 72' | (1 – 1) Jegyzőkönyv | Vandenbergh 32' | Åråsen Stadion, Lillestrøm Játékvezető: Emil Božinovski (macedón) |

### 3. helyért
| 2002. július 28. 13:00 (CET) | Szlovákia            | 2 – 1               | Írország    | Ullevaal Stadion, Oslo Játékvezető: Sten Kaldma (észt) |
| 2002. július 28. 13:00 (CET) | Bruško 56' Jurko 75' | (0 – 0) Jegyzőkönyv | Brennan 53' | Ullevaal Stadion, Oslo Játékvezető: Sten Kaldma (észt) |

### Döntő
| 2002. július 28. 20:00 (CET) | Spanyolország | 1 – 0               | Németország | Ullevaal Stadion, Oslo Játékvezető: Darko Čeferin (szlovén) |
| 2002. július 28. 20:00 (CET) | Torres 55'    | (0 – 0) Jegyzőkönyv |             | Ullevaal Stadion, Oslo Játékvezető: Darko Čeferin (szlovén) |

| 2002-es U19-es labdarúgó-Európa-bajnokság bajnoka: |
| -------------------------------------------------- |
| SPANYOLORSZÁG 2. cím                               |